# Muntanyes Lotru
Muntanyes Lotru (en romanès: Munții Lotrului) són un grup de muntanyes que formen part dels Carpats del Sud, a Romania. El pic més alt és el pic Șteflești amb 2.242 metres.